# NK Ivančna Gorica
Nogometni Klub Ivančna Gorica (kratko NK Ivančna Gorica ali samo Ivančna Gorica) je slovenski nogometni klub iz Ivančne Gorice, ki trenutno igra v MNZ Ljubljana, četrtem nivoju slovenskega nogometa. Klub je bil eno sezono tudi v 1. SNL, a je nato izpadel v 2. in nato še v 3. ligo, sedaj pa igra v 4.ligi. Ustanovljen je bil leta 1973, domači stadion kluba je Stadion Ivančna Gorica.